# 戰神 (電影)
《戰神》為1976年7月24日上映的台灣電影，由陳洪民導演，谷名倫、唐沁主演。

## 概述
本片在香港上映時片名為《大災難》，為台灣首部結合科幻與災難的特攝電影作品的宣傳文案為「中國影壇有史以來耗資千萬金元，第一部特技神怪災難電影！」上映前，劇本原訂以台北市西門町做為發生戰爭的地點，並事先製作出西門町的模型，但在交付行政院新聞局接受劇情審查時，新聞局表示“怎麼可以把西門町拿來做外太空人到地球來的場地！”於是，影片製作人員只得將西門町的模型放棄，把地點轉為香港，才得以順利進行。
另外，擔任本片特技指導的，是在日本圓谷製作曾為《超人力霸王》系列作品擔任特效工作的高野宏一。
本片劇情描述華人所信仰的神明關公顯靈於現代社會，再加上外星人入侵地球的劇情，揉合現代科學與神話故事的戲劇性，構築成一部空前絕後的科幻災難片。
由於近年來於網路上本片的相關資料被不斷傳述，而使本片開始漸漸為人所知，片中天馬行空的設定也常被戲稱為「關公大戰外星人」，但當時本片的母帶一直下落未明。
2010年香港導演彭浩翔表示，已向本片監製傅清華尋獲並購入本片膠卷及版權，正在泰國進行數位修復（但音軌部分由於損毀嚴重，將會重製粵語配音版本），希望可於同年年底公映。
然而2011年4月底，香港網民發現，原來有外國網站早於同年3月發放了本片的完整錄影帶版本，之後香港網民則將內容轉載。最初只是放上片中關公大戰外星人部分片段，後來卻有人將全片內容都放上了YouTube轉載。此舉使購入本片版權的彭浩翔得悉後大感困惑，出面呼籲網民不要轉載，並要求YouTube方面刪除。
本片的數位修復版本在2020年得以完成，並於同年11月在台灣的台北金馬影展上舉辦修復版世界首映，重映時片名卻遭到變更為《關公大戰外星人》。

## 劇情簡介
趙老先生是位已失明的雕刻家，一生一直是在雕刻中渡過。雖然，他每天所刻的不過是一塊木頭，卻好似成為一種心靈上的寄托，一心一意要刻好這一座關公雕像。經過四年的時間，他一直持續雕刻關公神像的工作，並且認為神像完成之時，將會產生無比神奇的力量。
但是，他的兒子趙超羣是一位傑出的科學家，所以無法接受父親對著木刻神像發呆，所以兩人雖為父子，卻在思想上是截然不同。然而，趙老先生的心中也生氣兒子長了這麼大，還培養他讀書，竟來責問他的事情，因此，父子雙方造成極大的衝突。
某日，天空突然出現飛碟在地球上空，並降下外星人任意破壞，眾人完全束手無策；同時，趙老先生嚥下最後一口氣前，他點出木雕神像的雙目時，心中所信仰的神力出現了。最後，幸獲武聖關公顯靈，手持青龍偃月刀下凡，雙方歷經一場激戰後，關公力斬外星人，拯救萬民於水深火熱。

## 製作群
- 監製：傅清華
- 製片：蔡世賢
- 策畫：傅美雪
- 顧問：許火金、陳源榮
- 編劇、副導：林清介
- 錄音：金都錄音公司
- 對白：李芷麟
- 配樂：黃茂山
- 特技指導：高野宏一
- 攝影：鍾伸、賴汶星、林自榮、黃瑞章
- 照明：尚雲江、金長棵
- 剪輯：南方仁
- 攝影助理：楊弘、蔡章興
- 武術指導：何明曉
- 導演：陳洪民

## 人物角色
| 角色名稱 | 演員   | 備註                 |
| -------- | ------ | -------------------- |
| 趙超群   | 谷名倫 | 科學家               |
| 趙莉玉   | 謝玲玲 | 趙超群的妹妹         |
| 純蘭     | 唐沁   | 趙超群的女友         |
| 趙老先生 | 陳又新 | 雕刻家，趙家兄妹之父 |

## 脚注与参考文献
1. ↑  . 自立晚報. 1976-07-19 （中文（臺灣））.
2. 1 2  . 自立晚報. 1976-07-23 （中文（臺灣））.
3. ↑  . 自立晚報. 1976-07-17 （中文（臺灣））.
4. ↑  . 自立晚報. 1976-07-17 （中文（臺灣））.
5. ↑  . 自立晚報. 1976-07-16 （中文（臺灣））.
6. ↑  彭浩翔數碼復修Cult片王 千嬅、樂仔聲演關公大戰外星人[] 香港蘋果日報
7. ↑  關公大戰外星人網上流傳 彭浩翔籲影迷獻cult片王[] 香港蘋果日報
8. ↑  《關公大戰外星人》全片任睇 彭浩翔求網友收手[] 香港蘋果日報

## 外部連結
- 2020台北金馬影展相關簡介（页面存档备份，存于）
- 開眼電影網上《戰神》的資料（繁體中文）
- 香港影庫上《戰神》的資料（繁體中文）
- 时光网上《戰神》的資料（简体中文）
- 豆瓣电影上《戰神》的資料 （简体中文）
- 互联网电影数据库（IMDb）上《戰神》的资料（英文）